# Courbe force course
La courbe force course est une des caractéristiques physiques de la touche d'un clavier.
Lors de l'appui sur une touche, une certaine force est exercée sur celle-ci, ce qui assure l'enfoncement (la course). La courbe représentant la force exercée en fonction de ce déplacement est en forme de S, caractéristique de la touche (en fonction de la forme de la membrane, du poids de la touche…). Lorsque la touche est relâche, la courbe est également en S, légèrement décalée.